# Rupert Grint
Rupert Alexander Lloyd Grint (Watton-at-Stone (Hertfordshire), 24 augustus 1988) is een Engels acteur. Grint is het meest bekend door zijn vertolking van Ron Wemel in de films over Harry Potter.

## Levensloop

### Harry Potterfilms
Grint is de oudste uit een gezin met vijf kinderen. Op elfjarige leeftijd deed hij auditie voor de rol van Ron Weasley in de Harry-Potter-films. Hij was al een fan van de verhalen van J.K. Rowling over de jonge tovenaarsleerling, en nam van tevoren een videoband op waarop hij rapt over de boeken. Hij werd hierdoor opgemerkt door de regisseur van de eerste film (Chris Columbus) en kreeg de rol. Voordat hij auditie deed, had hij alleen aan schooltoneel meegedaan op de lagere school.

### Overig acteerwerk
Na de films over Harry Potter werd Grint ook gecast voor andere films. Zo speelde hij in 2002 in de film Thunderpants, in 2006 in de film Driving Lessons en in 2009 in Cherrybomb en Wild Target. In 2012 speelde hij mee in de videoclip bij het liedje Lego House van Ed Sheeran.

### Harry Potterpark
In 2010 werd er in de Verenigde Staten een Harry Potter-pretpark gebouwd. Een van de attracties in dit pretpark was een reis door Zweinstein, waarbij Harry en zijn vrienden te volgen zijn op hun bezems. Grint kroop voor deze attractie opnieuw in de huid van Ron Weasley en filmde exclusieve beelden die alleen in de attractie te zien zijn.

## Arachnofobie
Net als zijn personage Ron Wemel in de Harry Potter films is Grint bang voor spinnen.

## Films en series
- Knock at the Cabin (2023) - Redmond
- Guillermo del Toro's Cabinet of Curiosities (2022) - Walter Gilman
- Servant (2019) -  Julian
- Sick Note (2018) -  Daniel
- Moonwalkers (2015) - Jonny
- Postman Pat: The Movie (2014, stem)
- CBGB (2013) - Cheetah Chrome
- The Necessary Death of Charlie Countryman (2013) - Carl
- Into the White (2012) - Robert Smith
- Harry Potter en de Relieken van de Dood deel 2 (2011)- Ron Wemel
- Harry Potter en de Relieken van de Dood deel 1 (2010)- Ron Wemel
- Wild Target (2010) - Tony
- Cherrybomb (2010) - Malachy
- Harry Potter en de Halfbloed Prins (2009) - Ron Wemel
- Harry Potter en de Orde van de Feniks (2007) - Ron Wemel
- Driving Lessons (2006) - Ben
- Harry Potter en de Vuurbeker (2005) - Ron Wemel
- Harry Potter en de Gevangene van Azkaban (2004) - Ron Wemel
- Harry Potter en de Geheime Kamer (2002) - Ron Wemel
- Thunderpants (2002) - Alan A. Allen
- Harry Potter en de Steen der Wijzen (2001) - Ron Wemel

## Muziekvideo's
- Hoofdrol in Lego House van Ed Sheeran
- Hoofdrol in A Little More van Ed Sheeran